# Quân đội nhân dân
Quân đội nhân dân (littéralement : « Armée populaire » ; en vietnamien : Báo Quân đội nhân dân) est un quotidien vietnamien basé à Hanoï et publié en langues vietnamienne et anglaise. Il est contrôlé par le Commission militaire centrale du Parti communiste vietnamien (en) et le ministère de la Défense.
Il est un des premiers journaux révolutionnaires du pays. Créé pendant la guerre d'Indochine sous le nom Vệ quốc quân, il prend plus tard le nom Quân đội nhân dân.